# Robert Geuljans

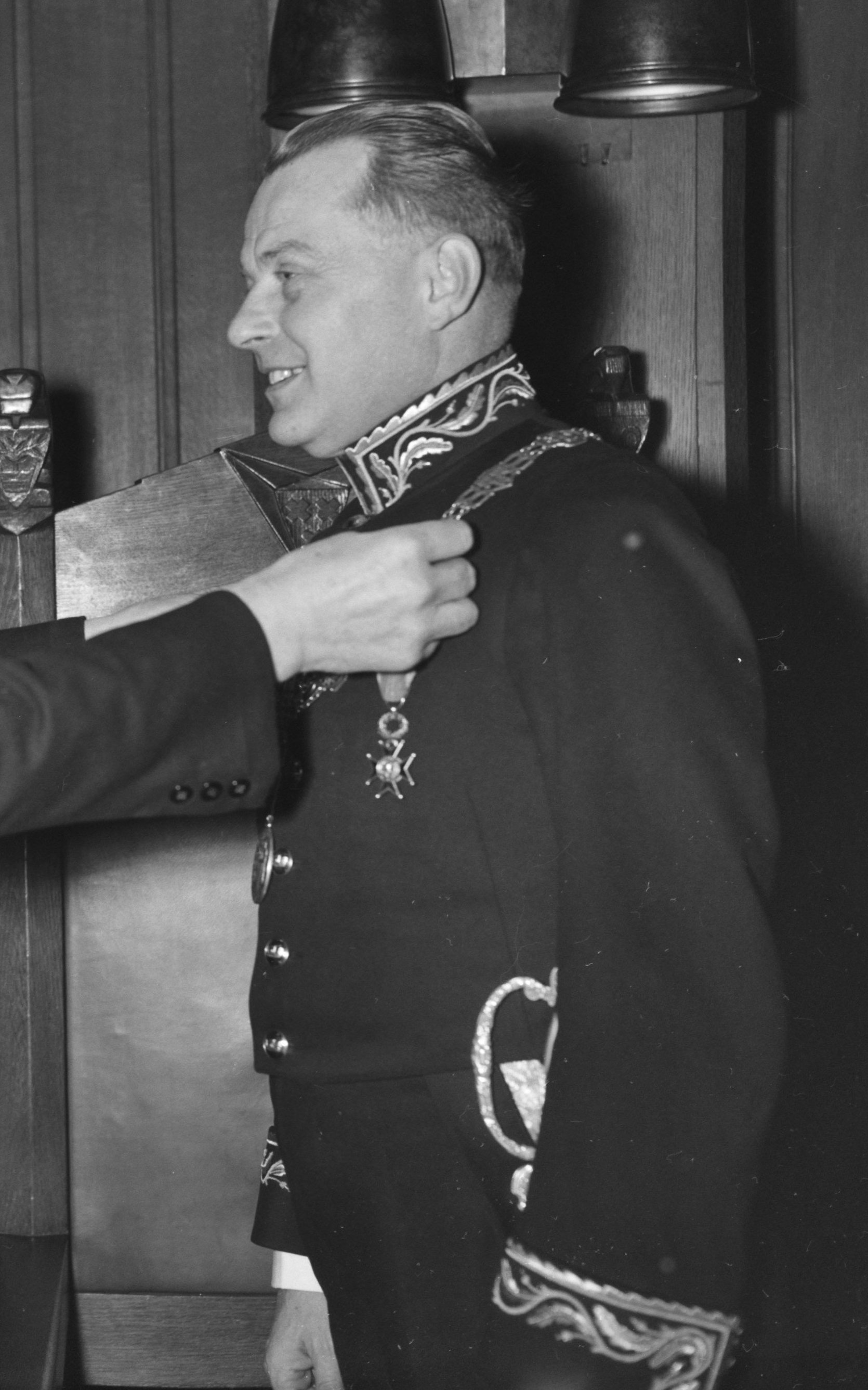
Mr.dr. R.M.A.A. Geuljans bij installatie als burgemeester van Breda (1959)

Robert Maria Albert Alois Geuljans (Maastricht, 20 mei 1910 – Breda, 5 juni 1975) was een Nederlands politicus van de KVP.
Hij werd geboren als zoon van Albert Maria Aloys Hubert Geuljans (1863-1939) en Julia Henrietta Aenstoots (1878-1945). Hij is in 1935 afgestudeerd in de rechten aan de Katholieke Universiteit Nijmegen en daar in 1938 gepromoveerd op het proefschrift 'De rechtspositie van den vreemdeling in Nederland'. Hij was korte tijd volontair bij het parket van de rechtbank in Maastricht en ging daarna werken bij de juridische afdeling van het Landbouwcrisisbureau in Den Haag. In 1939 werd Geuljans benoemd tot burgemeester van Ubach over Worms maar in 1941 nam hij ontslag. Na de bevrijding in 1944 keerde hij daar terug als burgemeester. Een jaar later volgde zijn benoeming tot burgemeester van Roermond. Eind 1959 werd Geuljans de burgemeester van Breda. Zes jaar later raakte hij in opspraak in verband met grondspeculatie. Uit onderzoek bleek dat wat hij gedaan had strafrechtelijk niet ontoelaatbaar was maar dat zijn handelingen niet in overeenstemming waren met zijn ambt, waarop hij midden 1966 opstapte. Daarna was Geuljans tot zijn pensionering in 1975 voorzitter van de Raad van Arbeid in Eindhoven. Kort daarop overleed hij op 65-jarige leeftijd.